# 岐阜市岐陽体育館
岐阜市岐陽体育館（ぎふしぎようたいいくかん）は、岐阜県岐阜市にある体育館である。

## 概要
元は1985年（昭和60年）に竣工した岐阜市立岐陽中学校の体育館である。2000年（平成12年）に岐陽中学校が梅林中学校に統合され廃校となると体育館は岐阜市の運動施設として2000年（平成12年）4月に開設。
指定管理者制度を導入しており、岐阜南スポーツコミュニティが管理運営する。

## 施設
1階
- 事務室

2階
- 競技場

広さは882㎡
バスケットボール1面、バレーボール2面の使用が可能

## 利用案内
- 住所：岐阜県岐阜市上川手735-2
- 開館時間：9:00〜21:00
- 休館日：年末年始（12月29日〜1月3日）

## 交通アクセス
- 名鉄各務原線 「田神駅」下車、徒歩で約10分。
- 岐阜バス岐阜各務原線「入舟町4丁目」バス停より徒歩で約5分。
  - 岐阜駅（JR岐阜駅バスターミナル）・名鉄岐阜駅（岐阜バスターミナル、名鉄岐阜のりば）より岐阜各務原線【B32】「各務西町営業所」行き

## 周辺施設
- 岐阜市立梅林中学校
- 岐阜市立華陽小学校
- 岐阜市民総合体育館
- 特種東海製紙岐阜工場（旧・特種製紙岐阜工場）
- 木ノ下公園
- バロー領下店
- 西友岐阜華陽店